# Шаляпино
Шаляпино — деревня в Приволжском районе Ивановской области, входит в Плёсское городское поселение.
До 1981 года называлась посёлком дома отдыха «Порошино».

## География
Расположена в 300—400 м от правого берега Волги (Горьковское водохранилище) на севере области, в 5 км к востоку от Плёса, в 19 км к северо-востоку от Приволжска и в 60 км от Иваново. Окружена лесной растительностью.
На западе вблизи деревни расположен оздоровительный курорт «Вилла Плёс». Подъездная дорога от автодороги Плёс — Утёс к оздоровительному курорту (через Горшково) заканчивается вблизи деревни.

## Население
| 2010 |
| ---- |
| 5    |

## Достопримечательности
В деревне находится памятник архитектуры дача Ф. И. Шаляпина (в советское время в здании действовал дом отдыха «Порошино»).